# NGC 3068
NGC 3068 (ook: NGC 3068A) is een elliptisch sterrenstelsel in het sterrenbeeld Leeuw. Het hemelobject werd op 12 maart 1785 ontdekt door de Duits-Britse astronoom William Herschel.

## Synoniemen
- ZWG 153.6
- UGC 5353
- NPM1G +29.0180
- MCG 5-24-6
- Arp 174
- PGC 28815